# بهبود (نرغسان)
بهبود (بالفارسية: بهبود) هي قرية تقع في إيران في قسم نرغسان الریفي. يقدر عدد سكانها بـ 21 نسمة بحسب إحصاء 2016.